# Cindy Williams
Cynthia Jane "Cindy" Williams (22 de agosto de 1947-25 de enero de 2023) fue una actriz estadounidense conocida por haber protagonizado la serie de comedia Laverne & Shirley en el papel de Shirley Feeney.

## Primeros años
Cindy Williams nació en Van Nuys, California. Sus padres eran John y Lillie Williams, y tenía un hermana, Carol Ann Williams. Se graduó en la escuela Birmingham High School. Entre sus compañeros se encontraban el trabajador financiero Michael Milken y la actriz Sally Field. Luego asistió a la universidad Los Angeles City College y se convirtió en una actriz de cine a principios de los años 70. Apareció en 19 películas, aunque es principalmente reconocida por su trabajo en la serie de televisión Laverne & Shirley.

## Carrera
Williams comenzó su carrera profesional participando en comerciales, los cuales incluyeron trabajos para los anteojos de sol Foster Grant y para TWA. Sus primeros papeles en televisión, entre otros, fueron en Room 222, Nanny and the Professor y en Love American Style.
Williams tuvo papeles importantes en películas a principios de su carrera: Travels with My Aunt, de George Cukor (1972); American Graffiti, de George Lucas, donde interpretaba a la novia del personaje de Ron Howard (1973); y La conversación, de Francis Ford Coppola (1974). Posteriormente audicionó para el papel de la Princesa Leia en el siguiente proyecto de Lucas, Star Wars, pero el papel fue obtenido por Carrie Fisher.
Williams alcanzó la fama al protagonizar, desde 1976 hasta 1982, a la fiel y adorable Shirley Feeney en la sitcom Laverne & Shirley. Dejó el programa al quedar embarazada de su primer hijo. Luego, formó parte de la serie de comedia Getting By, la cual fue emitida por poco tiempo. También apareció como estrella invitada en dos episodios de la serie 8 Simple Rules. 
Williams fue productora ejecutiva de la exitosa película de Steve Martin Father of the Bride, y de su secuela. 
Williams tuvo su debut en Broadway como Mrs. Tottendale en el musical premiado The Drowsy Chaperone, en el Teatro Marquis, el 11 de diciembre de 2007. Williams reemplazó a JoAnne Worley en el papel, previamente interpretado por Georgia Engel.

## Vida personal
Cindy se casó con Bill Hudson, del trío musical Hudson Brothers en 1981, pero terminó divorciándose en 2000. Tuvieron dos hijos: Emily Hudson (nacida en 1983) y Zachary Hudson (nacido en 1986). Ella y su familia residían en Los Ángeles.

## Fallecimiento
Falleció en Los Ángeles el 25 de enero del 2023, a los 75 años, después de una breve enfermedad.

## Filmografía
- Gas-s-s-s (1971)
- Drive, He Said (1971)
- Beware! The Blob (1972)
- Travels with My Aunt (1972)
- The Killing Kind (1973)
- American Graffiti (1973)
- La conversación (1974)
- Mr. Ricco (1975)
- The First Nudie Musical (1976)
- More American Graffiti (1979)
- Sois belle et tais-toi (1981) (documental)
- The Creature Wasn't Nice (1983)
- UFOria (1985)
- Big Man on Campus (1989)
- Rude Awakening (1989)
- Bingo (1991)
- Meet Wally Sparks (1997)
- The Biggest Fan (2002)
- The Legend of William Tell (2006)
- The Last Guy on Earth (2007)

## Papeles en televisión
- The Funny Side (1971) (cancelada luego de tres meses)
- The Migrants (1974)
- Laverne & Shirley (1976-1982)
- Laverne and Shirley in the Army (1981-1982) (voz)
- Mork & Mindy/Laverne & Shirley/Fonz Hour (1982-1983) (voz)
- When Dreams Come True (1985)
- Help Wanted: Kids (1986)
- The Leftovers (1986)
- Save the Dog! (1988)
- Tricks of the Trade (1988)
- Just Like Family (1989) (cancelada luego de unas semanas)
- Perry Mason: The Case of the Poisoned Pen (1990)
- Normal Life (1990) (cancelada luego de 13 episodios)
- Steel Magnolias (1990) (piloto)
- Menu for Murder (1990)
- Earth Angel (1991) (telefilme)
- Getting By (1993-1994)
- Escape from Terror: The Teresa Stamper Story (1994)
- The Stepford Husbands (1996)
- Strip Mall (2000-2001)
- Laverne & Shirley Together Again (2002)
- Ley y Orden: UVE (2004)
- Drive (2007)
- Sam and Cat (2013)